# 中视卫星电视节目
中视卫星电视节目有限责任公司（英語：CTV-Satellite TV Program Co., Ltd.）是中国的一家卫星电视运营商，为中国国际电视总公司的全资子公司。中视卫星电视节目有限责任公司是国家广播电视总局指定的中央境外卫星电视平台的独立运行公司，拥有中国大陆境外卫星电视频道的独家代理权。

## 历史
- 1993年，中国国际电视总公司境外卫星节目代理部开始在中国大陆独家代理CNN国际新闻网络节目及相应卫星电视解码器销售。
- 2002年，中国国际电视总公司境外卫星节目代理部负责承办了“中央境外卫星电视平台”，对所有经批准落地的境外卫星电视频道进行二次上行和统一定向传送，独家代理并负责境外卫星电视频道在中国境内落地的所有相关事宜。
- 2010年，中国国际电视总公司境外卫星节目代理部改组为中视卫星电视节目有限责任公司，开始独立运行中央境外卫星电视平台（又称”中视寰宇精选电视服务“，一般简称为”134“或”134统一平台“）。

## 落地条件[1]
申请人条件：申请境外卫星电视频道落地，由指定机构向广电总局提出。
申请落地的境外卫星电视频道，应具备下列条件：
（一）所播放的内容不违反中国法律、法规、规章的规定；
（二）在本国（地区）为合法电视媒体；
（三）具备与中国广播电视互利互惠合作的综合实力，承诺并积极协助中国广播电视节目在境外落地；
（四）申请落地的频道及其直接相关机构对中国友好，与中国有长期友好的广播电视交流和合作；
（五）同意通过广电总局指定的机构统一定向传送其频道节目，承诺不通过其他途径在中国境内落地；
（六）同意并委托指定机构独家代理其在中国境内落地的所有相关事宜。

## 收看方法
目前，中视公司把中央境外卫星电视平台信号统一上行至134°E 亚太6C卫星Ku波段转发器上。受制于广电政策，中央境外卫星电视平台信号只面向中国大陆地区三星级及以上酒店和宾馆提供，同时也是中国大陆唯一合法境外卫星电视节目代理商。酒店业者需要根据广电部门给定的流程逐级申请，获批后方可把收视款项汇至中视公司指定的银行账户，并领取相关解码器和解密卡，开通频道的数量视乎酒店业者自身情况而定。目前平台使用爱迪德和永新视博两种加密系统，普通观众利用一般的卫星电视解码器无法收看该平台转播的电视节目。
在部分省市（如海南和天津），当地广电网络公司会统一接收该平台的信号作定向传输，为外籍用户或满足收视要求的酒店和其他机构提供信号接收便利。普通用户通常无法订购这些节目，但亦有特例。在深圳，当地广电网络公司天威视讯把大部分134统一平台的节目以付费电视的形式提供给所有用户。用户可按需选择开通的频道，各频道根据知名度的不同，其资费也有所差异。天威亦为统一平台各频道提供了EPG电子节目表以方便观众回看较早前的节目。
广东省方面，则由广东广电网络接收亚太6C卫星统一平台节目（但凤凰卫视中文台和澳视澳门台不使用该信号源，而是由广东广电独立自行接收）。凤凰卫视中文台和星空卫视的信号向全省大部分用户开放，观众只需要缴纳基本的收视费即可收看上述三个电视频道。其中凤凰卫视中文台可收视范围为全省，星空卫视可收视范围仅限广州和肇庆部分地区。所有频道均存在二次审查和插播的情况，广东广电会在上述频道的敏感内容时段以静态风景画或者该频道的宣传片轮播的方式屏蔽（尤其是凤凰卫视），而星空卫视的广告时段则插播广东广电自己的商业广告（广告套餐与翡翠台，明珠台的插播共享）。一般情况下，通过广东省有线收看的凤凰卫视新闻节目部分内容会被广东广电自行屏蔽，但是同一时间通过134统一平台播出的凤凰卫视则照常播出该内容。珠海横琴澳門新街坊的有线电视服务由广东广电网络提供，能够收看中视卫星电视节目所提供的国际频道。

## 频道一览
以下各频道画面右下角会有一个半透明圆形标志供识别，如遇到敏感内容可能会以檢驗圖屏蔽。随着部分频道商改以高清广播，以下部分频道亦随之改以标清16:9制式转播，其圆点亦变为16:9比例。如该频道原版为外挂字幕，转播时则改为内置式字幕。若频道带多音轨广播，转播时则默认转播其第一音轨。但亦有特例，例如在转播TVB星河頻道时，134统一平台会将其国语音轨和粤语音轨，分别置于左和右声道转播。因此在立体声模式下，观众可收听到左右两个声道同时播出两种语言配音的同一内容。可以使用改为单声道（左声道或者右声道的其中一条）模式的方式，以选择收听国语或者粤语的其中一种配音。
所有转播的频道均二次编码为MPEG-2视频编码和MP2音频编码格式，分辨率均为720x576。
截至2024年11月，中央境外卫星电视平台提供的境外频道有26條，分别为：
| 频道中文名称              | 频道英文名称                   | 頻道所屬國家/地区 | 播出語言  | 备注 |
| ------------------------- | ------------------------------ | ----------------- | --------- | --- |
| 星空卫视                  | Xing Kong                      | 中国              | 華語      | 以16:9比例广播 该频道现通过广东广电网络向广州和肇庆，梅州地区观众开放                                                                                            |
| [V]音乐台                 | Channel [V]                    | 中国              | 華語      | 以16:9比例广播 |
| 凤凰卫视电影台            | Phoenix Movies Channel         | 香港              | 華語      | 以4:3比例广播 |
| 凤凰卫视中文台            | Phoenix Chinese Channel        | 香港              | 華語      | 以4:3比例广播，但画面为16:9横向挤压 该频道现通过广东广电网络向广东全省观众开放，广东广电传输的版本从2025年8月8日起陆续改为独自接收的高清版信号源，并提供高清版本 |
| 凤凰卫视资讯台            | Phoenix Infonews Channel       | 香港              | 華語      | 以4:3比例广播，但画面为16:9横向挤压 |
| NOW卫星台                 | NOW                            | 香港              | 粤语/英語 | 以4:3比例广播，但画面为16:9横向挤压 |
| TVB星河頻道               | TVB Xing He                    | 香港              | 華語/粵語 | 以16:9比例广播，同时以华语及粤语多音轨广播 |
| 澳視澳門台                | TDM Ou Mun                     | 澳門              | 粤语/華語 | 以16:9比例广播 广东广电传输的版本使用独自接收的高清版信号源，并提供高清版本                                                                                      |
| NHK世界收费电视频道       | NHK World Premium              | 日本              | 日語      | 以16:9比例广播 |
| 韓國KBS世界频道           | KBS World                      |                   | 韓語      | 以16:9比例广播 |
| 喀秋莎频道                | TV-channel "Katyusha"          | 俄羅斯            | 俄語      | 以4:3比例广播，但画面为16:9横向挤压 |
| 俄罗斯环球频道            | RTR Planeta                    | 俄羅斯            | 俄語      | 以4:3比例广播，但画面为16:9横向挤压 |
| 今日俄罗斯频道            | Russia Today                   | 俄羅斯            | 英語      | 以4:3比例广播，但画面为16:9横向挤压 |
| 亚洲新闻台                | CNA                            | 新加坡            | 英語      | 以16:9比例广播 |
| 法国电视国际5台（亚洲）   | TV5Monde Asie                  | 法國              | 法語      | 以16:9比例广播 |
| CNN国际新闻网络           | CNN International Asia Pacific | 美国              | 英語      | 以16:9比例广播 |
| HBO亚洲版                 | HBO Asia                       | 美国              | 英語      | 以4:3比例广播 |
| CINEMAX                   | Cinemax Asia                   | 美国              | 英語      | 以16:9比例广播 |
| CNBC亚洲台                | CNBC Asia                      | 美国              | 英語      | 以4:3比例广播，但画面为16:9横向挤压 |
| 国家地理亚洲频道          | NGC Asia                       | 美国              | 英語      | 以16:9比例广播 |
| 彭博财经电视亚太频道      | Bloomberg Asia-Pacific         | 美国              | 英語      | 以16:9比例广播 |
| AXN动作频道亚太版         | AXN                            | 美国              | 英語      | 以16:9比例广播 |
| Discovery探索频道东南亚版 | Discovery Asia                 | 美国              | 英語      | 以16:9比例广播 |
| 卫视国际电影台            | STAR Movies                    | 美国              | 英語      | 以4:3比例广播，但画面为16:9信箱模式广播 |
| 卫视体育台                | Star Sports                    | 美国              | 英語      | 以16:9比例广播 |
| 卫视体育台2               | Star Sports 2                  | 美国              | 英語      | 以4:3比例广播，但画面为16:9横向挤压 |
| 古巴视野国际频道          | Cubavision International       | 古巴              | 西班牙語  | 以4:3比例广播，但画面为16:9横向挤压 |

### 已经/即将停播频道一览
| 频道名称        | 停播时间                                                                           | 停播原因                                  | 頻道所屬國家/地区 | 播出語言  |
| --------------- | ---------------------------------------------------------------------------------- | ----------------------------------------- | ----------------- | --------- |
| JET TV          | 2003年4月1日                                                                       | 被中国政府封杀                            | 臺灣              | 華語      |
| 阳光卫视        | 2009年11月28日                                                                     | 被中国政府封杀                            | 香港              | 華語      |
| 有线卫视新知台  | 2010年1月19日                                                                      | 頻道商停播                                | 香港              | 華語      |
| 华娱卫视        | 2017年1月1日                                                                       | 頻道商停播                                | 香港              | 華語      |
| 欧亚体育台      | 2018年1月1日                                                                       | 頻道商停播                                | 歐洲              | 英語      |
| 天映电影频道    | 2018年1月1日                                                                       | 合約期完結中斷播放                        | 马来西亚          | 華語/粵語 |
| TVB8            | 2018年9月1日                                                                       | 頻道商停播                                | 香港              | 華語      |
| 印度ZEE亚太频道 | 2018年12月18日                                                                     | 合約期完結中斷播放                        | 印度              | 印度語    |
| DIVA            | 2020年1月1日                                                                       | 因頻道商NBC環球電視網停播DIVA亞洲區訊號   | 美国              | 英語      |
| MTV 音乐电视台  | 2021年2月1日                                                                       | 因频道商维亚康姆CBS未将频道更改送审而停播 | 美国              | 華語      |
| BBC世界新闻台   | 2021年2月12日                                                                      | 被中国政府封杀                            | 英国              | 英語      |
| 澳亚卫视中文台  | 亚洲5号卫星信源中断：2024年11月20日 134统一平台由彩条覆盖图变为黑屏：2025年5月13日 | 頻道商停播                                | 澳門              | 華語/粵語 |

## 轶事
由于134统一平台转播的部分电视台在中国大陆地区设有驻点机构，故这些电视台也会关注其电视频道在大陆的播出情况。当遇到其频道被134统一平台屏蔽时，该电视台会截取其频道被屏蔽的片段放在节目中播出，如CNN和NHK。而相关节目的播出视频片段亦在国内外各类视频网站上传播，一时引起放送文化爱好者的热话和调侃。